# Polska Wieś (Mrągowo)
Polska Wieś [ˈpɔlska ˈvjɛɕ] (deutsch Polschendorf, 1928 bis 1945 Stangenwalde) ist ein Dorf in der polnischen Woiwodschaft Ermland-Masuren. Es gehört zur Gmina Mrągowo (Landgemeinde Sensburg) im Powiat Mrągowski (Kreis Sensburg).

## Geographische Lage
Polska Wieś liegt 200 Meter westlich des Juno-Sees (polnisch Jezioro Juno) inmitten der Woiwodschaft Ermland-Masuren, fünf Kilometer nordwestlich der Kreisstadt Mrągowo (deutsch Sensburg).

## Geschichte
Im Jahre 1386 verschrieb der Komtur von Balga (russisch Бальга) Friedrich von Egloffstein 44 Hufen nach Kulmer Recht, um das damals Stangiswald genannte Dorf zu gründen. Nach 1450 hieß der Ort Polnischdorf, um 1785 Polskawiesz, danach bis 1928 Polschendorf.
Von 1874 bis 1945 war das Dorf in den Amtsbezirk Kerstinowen (polnisch Kiersztanowo) eingegliedert, der – 1938 in „Amtsbezirk Kersten“ umbenannt – zum Kreis Sensburg im Regierungsbezirk Gumbinnen (ab 1905: Regierungsbezirk Allenstein) in der preußischen Provinz Ostpreußen gehörte.
Aufgrund der Bestimmungen des Versailler Vertrags stimmte die Bevölkerung in den Volksabstimmungen in Ost- und Westpreussen am 11. Juli 1920 über die weitere staatliche Zugehörigkeit zu Ostpreußen (und damit zu Deutschland) oder den Anschluss an Polen ab. In Polschendorf stimmten 260 Einwohner für den Verbleib bei Ostpreußen, auf Polen entfielen keine Stimmen.
Polschendorf wurde am 30. Juni 1928 in „Stangenwalde“ umbenannt. Im Jahre 1945 kam das Dorf in Kriegsfolge mit dem südlichen Ostpreußen zu Polen und erhielt die polnische Namensform „Polska Wieś“. Heute ist es Sitz eines Schulzenamtes (polnisch Sołectwo) und als solches eine Ortschaft im Verbund der Gmina Mrągowo (Landgemeinde Sensburg) im Powiat Mrągowski (Kreis Sensburg), bis 1998 der Woiwodschaft Olsztyn (Allenstein), seither der Woiwodschaft Ermland-Masuren zugehörig.

### Entwicklung der Einwohnerzahlen
| Jahr | Anzahl |
| ---- | ------ |
| 1867 | 423    |
| 1885 | 478    |
| 1898 | 420    |
| 1905 | 404    |
| 1910 | 407    |
| 1933 | 411    |
| 2011 | 320    |

## Kirche

### Evangelisch
Bis 1945 war Polschendorf in die evangelische Pfarrkirche Sensburg in der Kirchenprovinz Ostpreußen der Kirche der Altpreußischen Union eingegliedert. Der Bezug zu diesem jetzt St.-Trinitatis-Kirche genannten Gotteshaus in der Kreisstadt ist für Polska Wieś nach 1945 geblieben, wobei es nun freilich zur Diözese Masuren der Evangelisch-Augsburgischen Kirche in Polen gehört.

### Katholisch
Die St.-Adalbert-Kirche in Sensburg war bis 1945 die katholische Pfarrkirche für Polschendorf bzw. Stangenwalde – und ist es auch noch heute in Bezug auf Polska Wieś. Das frühere Bistum Ermland ist jetzt allerdings zum Erzbistum erhoben worden.

## Schule
Um 1739 wurde in Polschendorf eine Schule eingerichtet, die von 29 Kindern besucht wurde.

## Verkehr
Polska Wieś liegt an einer Nebenstraße, die die Kreisstadt Mrągowo über Stamka (Klein Stamm) mit Zyndaki (Sonntag) verbindet, das bereits zum Gemeindegebiet von Sorkwity (Sorquitten) gehört. Eine Anbindung an das Schienennetz besteht nicht.